# Planétarium de Prague
Le Planétarium de Prague (en tchèque : Planetárium Praha) est un planétarium situé à Bubeneč, à Prague, en République tchèque, à proximité du parc Stromovka et du parc d'exposition Výstaviště Praha. Le dôme du planétarium est par ailleurs l'un des plus grands au monde, mesurant 23,5 m de diamètre. Il est inauguré le 20 novembre 1960, et est désormais équipé de projecteurs opto-mécaniques et numériques.

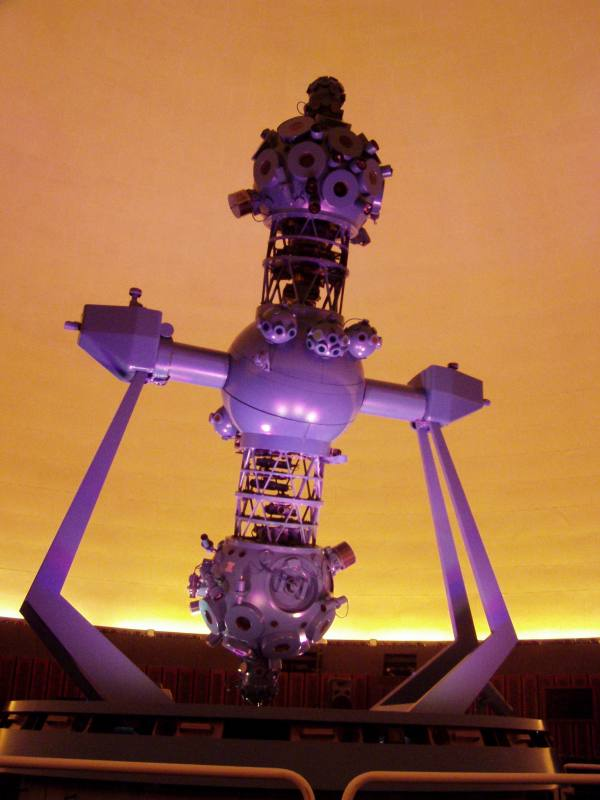
Le projecteur nommé Cosmorama du Planétarium de Prague en 2006.

Le Cosmorama de nature opto-mécanique, installé en 1991, est fabriqué par Carl Zeiss AG et est le dernier appareil de ce type encore fonctionnel. Il est actuellement posé sur des bras mobiles afin de pouvoir cacher et ne pas faire d'ombre à une projection numérique moderne.
Le système de projection numérique SkySkan Definiti est installé en 2009. Il est modernisé par la suite en 2014 possédant le niveau de résolution la plus élevée d'Europe, avec six projecteurs Sony SRX T-615 qui sont capables de créer une image 8K. [réf. nécessaire]